# Nationale Islamische Vereinigte Front zur Rettung Afghanistans
Die Nationale Islamische Vereinigte Front zur Rettung Afghanistans (persisch جبهه متحد اسلامی ملی برای نجات افغانستان Dschabhe-ye Mottahed-e Eslami-ye Melli baraye Nedschat-e Afghanistan), in westlichen Medien allgemein bekannt als Nordallianz, war eine gegen die Taliban gerichtete lose Koalition rivalisierender  tadschikischer, usbekischer und Hazara-Kriegsherren. Sie wurde im Oktober 1996 als militärisches Zweckbündnis als Reaktion auf den landesweiten Vormarsch der Taliban gegründet. Wichtigste militärische Führer waren Ahmad Schah Massoud und Abdul Raschid Dostum. Ende des Jahres 2001 konnte die Nordallianz mit Hilfe massiver US-Luftunterstützung fast ganz Afghanistan erobern.
Im Zuge der Taliban-Offensive 2021 begründeten Anti-Taliban-Kämpfer unter der Führung von Ahmad Massoud und des Vizepräsidenten Amrullah Saleh eine neue Allianz (Pandschschir-Widerstand). Nach der Machtübernahme der Taliban in Folge der Eroberung Kabuls (2021) galt die Allianz als die letzte Bastion des Widerstandes in Afghanistan, bevor dieser rund zwei Wochen nach der Eroberung ebenfalls niedergeschlagen wurde.

## Mitglieder
Die Nordallianz setzte sich – je nach Zählweise – aus etwa fünf zumeist islamistisch geprägten politischen Gruppierungen zusammen:
- Die Islamische Vereinigung Afghanistans (persisch جمعيت اسلامی افغانستان Dschamiat-e Eslami-ye Afghanistan) war tadschikisch dominiert und wurde von Burhanuddin Rabbani geführt, der allerdings später immer mehr zugunsten seines  Verteidigungsministers Ahmad Schah Massoud an Einfluss verlor.
- Die Islamische Einheitspartei Afghanistans (persisch حزب وحدت اسلامی افغانستان Hezb-e Wahdat-e Eslami-ye Afghanistan) wurde von schiitischen Hazara gebildet. Sie erhielt Unterstützung durch den ebenfalls schiitisch geprägten Iran und wurde geführt von Mohammed Mohaqiq und Karim Khalili.
- Die Nationale Vereinigung Afghanistans (persisch جنبش ملی افغانستان Dschonbesh-e Melli-ye Afghanistan) war die Partei des Usbeken-Generals Abdul Raschid Dostum. Sie erhielt Unterstützung hauptsächlich aus Usbekistan und der Türkei.
- Die Islamische Bewegung Afghanistans (persisch حركت اسلامی افغانستان Harakat-e Eslami-ye Afghanistan) war eine schiitische Vereinigung unter Ayatollah Mohammad Asif Mohseni, die in den folgenden Jahren mehr oder weniger in der Dschamiat-e Eslami aufging.
- Die Islamische Union zur Befreiung Afghanistans (persisch اتحاد اسلامی ملی برای آزادى افغانستان Ettehad-e Eslami Baraye Azadi-ye Afghanistan) war eine von Abdul Rasul Sayyaf geführte paschtunische Gruppierung, die zwar der Nordallianz beitrat, politisch jedoch bedeutungslos blieb.

Die meisten Mitglieder und Führer der Nordallianz waren Tadschiken, Usbeken und Hazara. Die größte afghanische Bevölkerungsgruppe, die Paschtunen, war kaum vertreten.

## Der Aufstieg der Taliban
Nach dem Abzug der Sowjetunion im Jahr 1989 folgte ein langer Kampf der Mudschaheddin gegen das sowjetgestützte Regime von Präsident Mohammed Nadschibullah, bis dieses schließlich 1992 mit der Einnahme Kabuls gestürzt wurde. Zur Überraschung der meisten Beobachter geschah dies nicht durch die gut ausgerüsteten paschtunischen Parteien, sondern durch die besser organisierten tadschikischen Milizen von Massoud und die usbekischen Truppen von Dostum, die eine Regierung mit Rabbani an der Spitze bildeten. Ein innerafghanischer Bürgerkrieg entbrannte, als der Paschtune Gulbuddin Hekmatyar der neuen Regierung den Kampf ansagte und begann, Kabul zu belagern. Später kündigte auch Dostum sein Bündnis mit der Rabbani-Regierung auf und attackierte zusammen mit Hekmatyar die Hauptstadt. Auch die Hazara, deren Milizen die Hazara-Kernsiedlunggebiete in Zentralafghanistan kontrollierten, griffen in wechselnden Bündnissen in die Kämpfe ein.
Der Staat Afghanistan befand sich am Rande der Auflösung, als die Taliban 1993 erstmals auf der politischen Landkarte erschienen und von der Stadt Kandahar aus in den paschtunisch geprägten Gebieten im Süden und Osten des Landes rasch ihren Machtbereich ausdehnten. Am 5. September 1995 eroberten sie mit der Stadt Herat erstmals eine wichtige Bastion außerhalb ihres paschtunischen Stammgebietes, der Fall der Stadt war gleichzeitig der Anfang vom Ende der Regierung Rabbani. Obwohl die folgenden Angriffe auf Kabul von Massoud vorerst zurückgeschlagen werden konnten, gelang es den Taliban am 26. September 1996 schließlich, die Hauptstadt zu erobern. Massoud floh mit seinen Truppen nach Norden.

## Die Gründung der Nordallianz

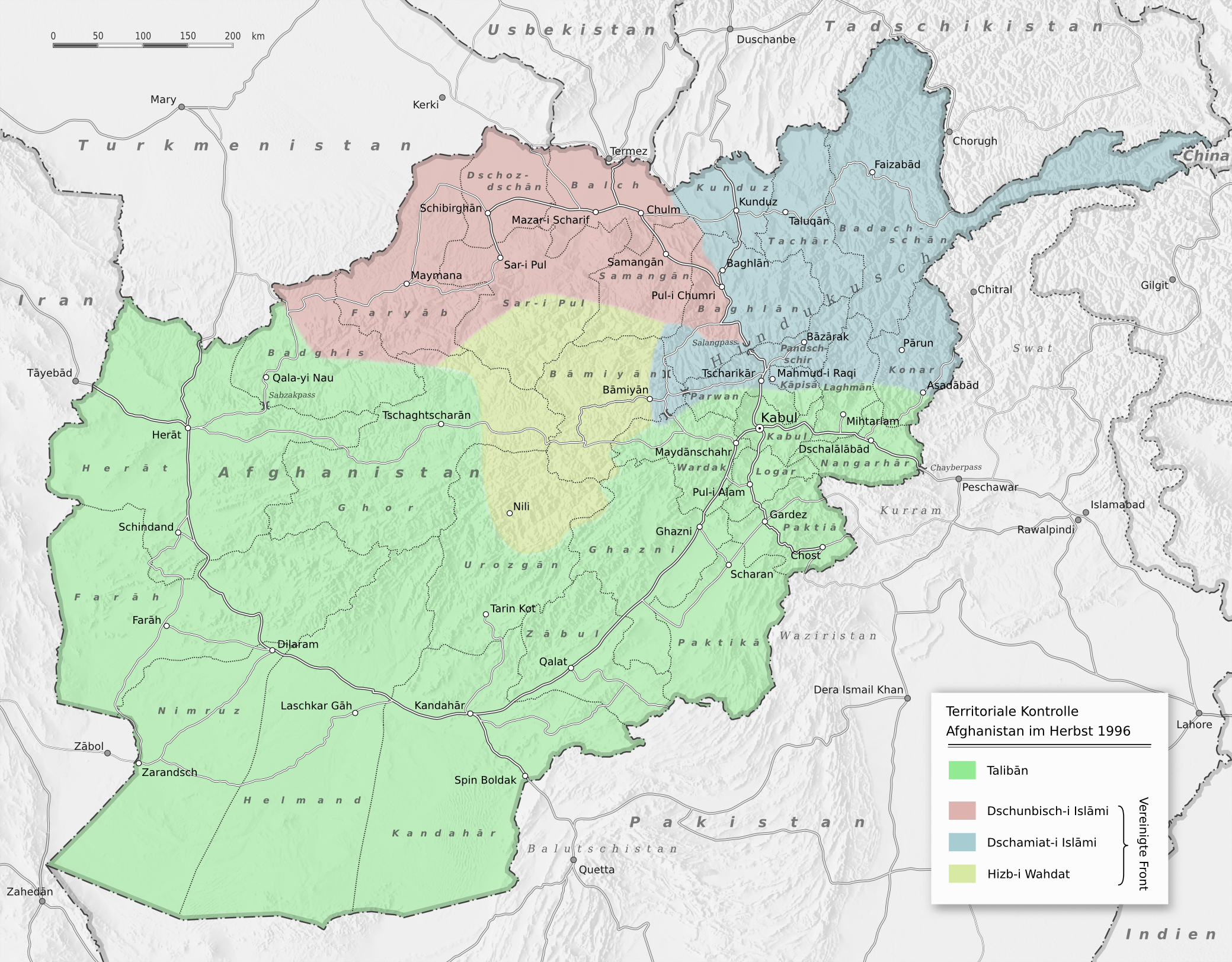
Territoriale Kontrolle Afghanistans im Herbst 1996 kurz vor der Gründung der Nordallianz

Während der Kämpfe zwischen den Taliban und Massoud war lange unklar, welche Position der Usbekenführer Dostum beziehen würde. Angesichts des absoluten Machtanspruches der Taliban und ihres scheinbar unaufhaltsamen Vormarsches entschied er sich jedoch für eine Allianz mit Massoud. Am 10. Oktober 1996 trafen sich schließlich der von den Taliban entmachtete Präsident Rabbani, sein militärischer Kommandant Massoud, der Hazara-Führer Chalili und Dostum an einer Straße nördlich des  Salangpasses. Die rivalisierenden Führer schlossen unter dem Druck der Ereignisse ein Zweckbündnis und gründeten den Obersten Rat zur Verteidigung des Vaterlandes. Dies war die Geburt der neuen Anti-Taliban-Allianz, die den Kampf während der gesamten Regierungszeit der Taliban aufrechterhalten sollte.
Als die Taliban am 24. Mai 1997 das Militärhauptquartier von Dostum eroberten und zum ersten Mal in die Stadt Mazar-e Scharif einmarschierten, wurde am 13. Juni in Eile die Nationale Islamische Vereinigte Front zur Rettung Afghanistans offiziell ins Leben gerufen. Ihr Präsident wurde der frühere Staatschef Rabbani, zum militärischen Führer und Vizepräsidenten wurde Dostum gewählt. Die Nordallianz wurde von den meisten Staaten mit Ausnahme Pakistans und Saudi-Arabiens als legitime Regierung Afghanistans anerkannt.

## Der Kampf gegen die Taliban

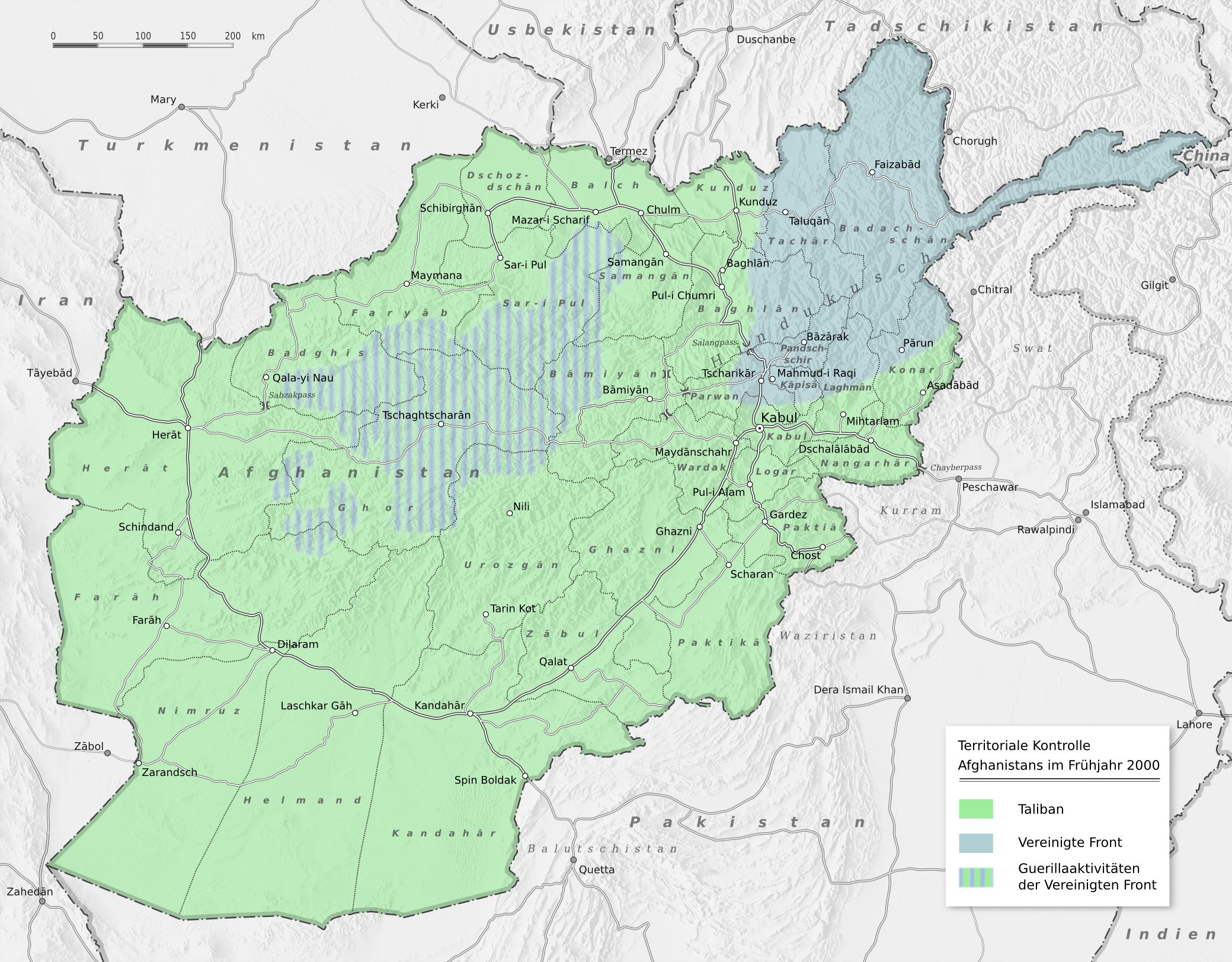
Der Frontverlauf im Jahr 2000 vor der US-geführten Intervention

Als die Taliban am 8. August 1998 endgültig Dostums Hochburg Mazar-e Scharif eroberten und am 13. September auch die Hazara-Hauptstadt Bamiyan in ihre Hände fiel, verloren die Usbeken und Hazara mit der Kontrolle über ihre Kerngebiete auch ihren Einfluss in der Nordallianz. Diese wurde in den folgenden Jahren praktisch ausschließlich von der tadschikischen Dschamiat-e Eslami Rabbanis und Massouds dominiert. Angesichts der geringen politischen Macht der Nordallianz wurde jedoch auch Rabbani mehr und mehr zu einer symbolischen Figur, während der Feldherr Massoud die Geschicke bestimmte.
Den Kern der noch von der Nordallianz kontrollierten Gebiete bildeten lediglich die Provinzen Badachschan, Kapisa und Tachar sowie das Pandschschir-Tal im Nordosten Afghanistans, so dass sich in den westlichen Medien der Begriff Nordallianz durchsetzte. Der Begriff wurde auch absichtsvoll von pakistanischer Seite geprägt, da diese der Nordallianz absprach, die gesamte afghanische Bevölkerung zu repräsentieren. Während des fünfjährigen Kampfes gegen die Taliban wechselte das Kriegsglück ständig, allerdings konnte keine Seite einen entscheidenden Vorteil erringen. Die Taliban herrschten weiter über etwa 90 % des Landes, konnten jedoch das verbleibende von der Nordallianz kontrollierte Gebiet nicht ernsthaft bedrohen.
Der Nordallianz wurde von verschiedenen Seiten vorgeworfen, während des Bürgerkrieges schwere Menschenrechtsverletzungen begangen zu haben. So beschuldigte die Menschenrechtsorganisation Human Rights Watch die Nordallianz in einem im Jahr 2001 veröffentlichten Bericht, Verbrechen gegen die Zivilbevölkerung verübt zu haben, darunter ethnische Vertreibungen, Vergewaltigungen und extralegale Hinrichtungen.

## Die Zeit nach dem 11. September 2001
Nach den Terroranschlägen am 11. September 2001 in den USA wollte die US-geführte sogenannte „internationale Koalition“ eigene große Bodenoperationen vermeiden und entschloss sich daher, die Nordallianz militärisch, insbesondere durch Luftangriffe, zu unterstützen. Dadurch konnte diese rasch das gesamte Land erobern: Mazar-e Scharif fiel am 9. November, am 12. November marschierten die Streitkräfte der Nordallianz in die von den Taliban verlassene Hauptstadt Kabul ein. Rabbani nahm die Position des Präsidenten, die er seit 1996 nur noch de jure innehatte, auch de facto wieder ein.
Auf der Afghanistan-Konferenz in Bonn zur Befriedung und Demokratisierung des Landes im November 2001 fiel der Nordallianz daher als De-facto-Regierung eine Schlüsselrolle zu. Obwohl sich der noch amtierende Präsident Rabbani nicht an der dort ernannten Interimsverwaltung unter dem neuen Präsidenten Hamid Karzai beteiligte, konnten die drei wichtigsten Ministerien durch Mitglieder der Nordallianz besetzt werden: Außenminister wurde Abdullah Abdullah, das Innenressort übernahm der Nordallianz-Delegationsleiter Junus Ghanuni, der neue Verteidigungsminister hieß Mohammed Fahim, der nach der Ermordung Massouds am 9. September 2001 durch Mitglieder der al-Qaida dessen Nachfolge übernahm.
Obwohl die von der Nordallianz dominierte Interimsregierung personell und parteipolitisch der katastrophal gescheiterten Mudschaheddin-Regierung von 1992 ähnelte, blieb die von vielen befürchtete Wiederholung des damaligen Chaos weitgehend aus. Auch der dominierende Einfluss der Mitglieder der Nordallianz im Kabinett wurde nach Protesten insbesondere von paschtunischer Seite bei Kabinettsumbildungen etwas zurückgedrängt, ohne dass es zu größeren Regierungskrisen kam.
Die Milizen der Nordallianz wurden inzwischen weitgehend in die neu geschaffene Afghanische Nationalarmee integriert.

### Nationale Vereinigte Front
Im März 2007 gründete Rabbani die Nationale Vereinigte Front (persisch جبهه متحد ملی افغانستان Dschabhe-ye Mottahed-e Melli), der sich viele ehemalige wichtige Mitglieder der Nordallianz anschlossen, darunter Raschid Dostum, Mohammed Fahim, Junus Ghanuni und Ismail Khan. Sie bezeichnet sich selbst als „loyale Opposition“ gegenüber der Karzai-Regierung. Es gab allerdings Befürchtungen, dass die in ihr versammelten ehemaligen Milizenführer über den Weg einer Parteigründung versuchen könnten, ihre alten Machtpositionen wiederherzustellen, da die Nationale Vereinigte Front für eine Schwächung der starken Rolle des Präsidenten und der Zentralregierung eintritt.

## Belege
1. ↑  Jennifer Brick Murtazashvili: Analysis | Northern Afghanistan once kept out the Taliban. Why has it fallen so quickly this time? In: washingtonpost.com. 28. Juli 2021, abgerufen am 3. Februar 2024 (englisch).
2. ↑  Yalda Hakim: An anti-Taliban coalition seems to be forming, including Vice President @AmrullahSaleh2 and Ahmad Massoud, son of Ahmad Shah Massoud - they are in Panjsher, about three hours drive from Kabul #Afghanistan. In: BBC News.
3. ↑  An anti-Taliban front forming in Panjshir? Ex top spy Saleh, son of 'Lion of Panjshir' meet at citadel. In: The Week. Abgerufen am 17. August 2021 (englisch).
4. ↑  The Panjshir Valley: what is the main bastion of resistance against the Taliban advance in Afghanistan. Market Research Telecast, 17. August 2021.
5. ↑  HRW-Bericht über Menschenrechtsverletzungen im afghanischen Bürgerkrieg